# 东肖街道
东肖街道，是中华人民共和国福建省龙岩市新罗区下辖的一个乡镇级行政单位。整个街道总面积73平方公里，森林覆盖率65%。

## 地理位置
位于龙岩市区东南部，街道办事处驻地白土圩，离市区7.5公里。

## 人口
2020年，东肖街道常住人口80278人。

## 民族
居民以汉族为主，少数民族有回族，满族。

## 行政区划
东肖街道下辖以下地区：
东华社区、隘头村、肖坑村、后田村、榴坑村、湖洋寨村、联邦村、龙泉村、邓厝村、东堀村、邦山村、隔顶村、菜园村、溪连村、盂头村、连圣村、曲潭村、洋潭村和黄邦村。

## 代表人物
- 邓子恢
- 陈明